# ラワ族
ラワ族（ラワぞく）（タイ語:ละว้า）はインドシナ半島北部山岳地域にいるオーストロアジア語族の少数民族の一つ。現在のタイ王国領域にタイ族が南下する以前からいる先住民とされている。ルワとも呼ばれる。

## 概説
ラワもしくはルワと呼ばれるのが一般的であるが、ラー(ล้า）、ワー（ว้า）、ルワ（ลัวะ）、ルア(ลัว）、 ラウー(ลวือ）、 ラワ(ลเวือะ）などと様々に呼ばれてきた。名称は地方によっても偏差があり、タイ東北部では”チャーウ・ボン”（ชาวบน）、タイ中部カーンチャナブリーでは”ウート”（อูด）、タイ北部では”プライ”（ปรัย）もしくは"ルワ・プラーイ”（ลัวะปรัย）、ラオスでは"カールワ"（ข่าลัวะ）もしくは"カーム"（ข่ามุ）、中国シップソーンパンナーでは”カーワ"（ข่าวะ）など呼ばれていた。英語ではLawaもしくはLuaなどと表記される。
紀元前後にミャンマーのマルタバン湾からサルウィン川を遡り、チベット系民族と混ざった後、3世紀頃にタイのチエンマイ平野に進出した。ラワ族がタイ・ユワン族と出会ったのは、チエンセーン湖の近くと考えられており、その時代は「ヨーノック（ヨーナカナガラ）」と呼ばれる。ラワ族はタイのチエンマイ平野に古くから民族国家を築いた先住民族で、ランプーンにモン族がハリプンチャイ王国を造る以前に、マラッカ国を築いたが、8世紀半ばモン族の進出に因ってその勢力は衰退した。ラーンナー（北部タイの旧称）史にはチエンマイを造ったマンラーイ王の祖先ラワチョンカラート（『ジナカーラマーリー』によればラーワチャンカラート、ラーワチャンカラート王家の始祖）はラワ族だとし、マンラーイ王もラワ族とする説を唱える学者もいる。ラワチャッカラート家の歴代王名のラーオの称号は伝承物語をパーリ語で表す時に、“ラーワ”を間違えて“ラーオ”としたと解釈する説もある。また、歴史上に登場するラワ族を現代における一つの民族集団という意味で捉えるべきではないとする立場もある。当時の先住民、山岳民の混交した民の総称としてラワを用いたとするチット・プーミサック、シーサック・ワンリポードムの説もある。。
北部の伝説・儀礼のなかにもラワ族の記述は数多く残っている。伝説上有名なラワ族の王では、ウィランカ王がいる。ウィランカはハリプンチャイ王国のチャマデヴィ女王に求婚を申し込むが、女王の計略にかかり敗れることになっている。また、チェンマイのドーイカム山で信仰されているプーセ・ヤーセという夫婦の人食い鬼（ヤック）もラワ族であるといわれている。儀礼ではチェンマイ王の戴冠式の際にチェンマイ城市北の白象門（プラトゥー・チャーン・プアック）から、ラワ族が犬を連れて戴冠する王の先導をするしきたりになっていた。

## 社会
言語はモン・クメール語族に属する。古くから製鉄技術に優れチエンマイ平野には現在も其の跡が見える。耕作では陸稲のジャポニカ種（通称赤米）が古く、後には水稲を栽培した。ラワ族独自の武器にはサナオと言う変形槍（投げても使える）がある。
村落にはナーム（タイ語でサオ・バーンとかラック・ムアンと呼ばれる）基柱（ラワ版トーテムポール）が有り、土俗信仰のシンボルとなっている。統治機構としては首長をスマング長老をラーム（現在もチエンマイの田舎にはラームの名が残っており村長を補佐する人を呼んでいる）、慣習の監督をリート（現在も村のスポークスマンとして存在する）、普通の村民はラワである。記述には最高の大王をダンマラージャ、王をマハラージャ、皇太后をマハー・ティーヴィー、王子をマン・ダンナラージャ、領主はスックタンで夫人をスッカマラー（いずれも後で付けた称号）、その他貴族がある。

## 注脚
1. 1 2  ปฐม หงษ์สุวรรณ （2548） ลัวะกินคน "ลัวะกินคน-ชาวเล-ผีบรรพบุรุษ" ศูนย์มานุษยวิทยาสิรินธร, p.3
2. ↑  ศรีศักร วัลลิโภดม: "ขุนเจือง: ความสำนึกร่วมทางวัฒนธรรมของคนในลุ่มน้ำโขงตอนบน" เมืองโบราณ ปีที่ 20, ฉบับที่ 1 (มกราคม-มีนาคม 3537), p.22
3. ↑  ประคอง นิมมานเหมินท์ "มหากาพย์เรื่องท้าวบาเจือง: การศึกษาเชิงวิเดราะห์," (วิทยานิพนธ์ปริญญาดุษฎีบัณฑิต สาขาวิชาภาษาไทย บัณฑิตวิทยาลัย จุฬาลงกรณ์มหาวิทยาลัย, 2530), p.111-113
4. ↑  ปฐม หงษ์สุวรรณ （2548） ลัวะกินคน "ลัวะกินคน-ชาวเล-ผีบรรพบุรุษ" ศูนย์มานุษยวิทยาสิรินธร, p.5
5. ↑  Ongsakul, Sarassawadee, History of Lan Na, trans. Chitraporn Tanratanakul, Chian Mai: Silkworm Books, Thai text 2001, English text 2005, ISBN 9749575849